# Arboretum de la Grand Prée
El Arboreto de la Grand Prée (en francés: Arboretum de la Grand Prée), es un arboreto de 4 hectáreas de extensión, de administración privada, que se encuentra en Le Mans, Francia.

## Localización
Se ubica en la parte alta de la ciudad.
Arboretum de la Grand Prée 2 impasse Petit Pavillon, Le Mans, Département de Sarthe, Pays de la Loire, France-Francia.
Está abierto al público todo el año previa cita, se paga tarifa de entrada.

## Historia
Iniciado en 1989 en una parcela de 4 hectáreas, situado en Le Mans.
Actualmente este arboreto privado obra de Norbert Menú, se compone de cerca de 2.000 árboles y arbustos de climas templados todo el mundo.

## Colecciones
En el conjunto del arboreto los árboles se clasifican por la familia botánica.
Lo que hace especial a este joven arboreto es que muchos árboles tienen diferentes colores, formas y hojas curiosas, de ahí su apodo « Le Bizaretum »